# Geomantis larvoides
Geomantis larvoides es una especie de mantis de la familia Mantidae. Especie de pequeño tamaño y áptera. Lleva este nombre por vivir principalmente en la tierra (donde es una buena corredora y caza principalmente microlepidópteros) y por recordar mucho su aspecto al de un juvenil de Ameles o de Rivetina. Se extienden hacia el Sur de la Península Iberica y la forma de imago se puede encontrar en los meses de julio a septiembre. Cabeza con un tubérculo obtuso a cada lado y detrás de los ojos; éstos redondeados; escudo facial transverso. Pronoto corto, granuloso y finamente aquillado en su línea media.

## Morfología
Mantis de pequeño tamaño. Cuerpo fino y sin alas en ambos sexos. La cabeza es tan ancha como larga. Ojo globular, no muy proyectado. Esclerito frontal transverso, estrecho, el borde arqueado superior en medio sinuoso en cada lado. Antenas cortas, filiformes. Vértex grueso, liso, casi no hay surcos intermediarios, uno de los laterales fino pero marcado, tubérculo cónico presente junto a los ojos. Pronotum al menos tan largo como la coxa frontal, convexo, discoidal granular, de bordes dentados, prozona un poco convexa, metazona más corta que la coxa frontal, finamente carenado en el medio, dilatación distinta , sinuosa cerca de la base, lóbulos redondeados. Abdomen fino con los segmentos del 7-9 más pequeños que los demás. Fémur frontal grueso y dilatado, borde superior al menos recto, y la ranura de la garra cercano a la base, 4 espinas discoidales, 4 espinas externas. Tibia frontal con 7 espinas externas, 9 espinas internas y la garra. Fémur medio y trasero, un poco inflado cerca de la base; tibia y metatarso finamente dentado debajo. Metatarso trasero más largo que el resto de  las demás partes juntas.
Válvulas inferiores ovoides en el ovipositor. Plataforma supranal ancha, corta, como un pequeño triángulo redondeado lateralmente. Cerci corto, fino.

## Distribución geográfica
Se encuentra en la península ibérica (España y Portugal) y en el litoral continental mediterráneo de Europa, Asia y el norte de África, así como en algunas de las islas mayores del mediterráneo occidental.